# Их собственная лига
«Их собственная лига» (англ. A League of Their Own) — американская комедийная драма о бейсболе режиссёра Пенни Маршалл.

## Сюжет
В 1992 году пожилые женщины собираются на встречу игроков Американской женской бейсбольной лиги. Дотти (Дороти) Хинсон неохотно едет на встречу, говоря родным, что для неё бейсбол никогда не был важен, и её выступления в Лиге — всего лишь краткий эпизод в жизни. Однако дочь уговаривает её, настаивая, что на встрече Дотти сможет встретиться со своей сестрой Кит. Дотти приезжает на сбор и на поле видит своих бывших друзей по команде. Это зрелище вызывает у неё воспоминания о событиях 1943 года.
Во время Второй мировой войны мужчины были мобилизованы. В том числе и игроки бейсбольных команд. Некоторое время обсуждалось даже возможное закрытие Высшей американской лиги бейсбола. Но владелец фабрики по производству шоколада и конфет Уолтер Харви решает создать женскую бейсбольную лигу. Он назначает Айру Левенштейна ответственным за связи с общественностью, а Эрни Кападино — ответственным за набор игроков.
Кападино едет в Орегон, где видит одну из игр, в которой принимают участие сестры Дотти Хинсон (Джина Дэвис) и Кит Келлер (Лори Петти). У Кит игра не ладится, и к тому же она не слушает советов старшей сестры, считая, что та её излишне опекает и не дает жить своим умом. В результате игру спасает Дотти. Кападино предлагает Дотти, не только хорошему игроку, но и очень красивой женщине, стать игроком создаваемой женской лиги. Дотти отказывается, говоря, что она замужем, и пока её муж Боб на войне, вполне довольна работой на семейной ферме. Кит, в отличие от сестры, в восторге от этого предложения, но Эрни отказывается брать её в лигу без Дотти. После долгих споров Кит и Дотти соглашаются на предложение Кападино.
По дороге Кападино отбирает ещё одну девушку — Марлу Хуч. Марла — хороший отбивающий, но совсем не привлекательна. Дотти и Кит отказываются ехать дальше, если Кападино откажет Марле только из-за её внешних данных, и Эрни вынужден согласиться с ними.
Дотти, Кит и Марла приезжают в Чикаго, где проходит отбор в Лигу. На поле они сталкиваются в бывшей танцовщицей Мэй Мордабито (Мадонна) и её лучшей подругой Дорис Мерфи (Рози О’Доннелл). Поначалу Мэй и Дорис враждебно относятся к новым кандидатам в Лигу, но после того, как девушки демонстрируют свою игру, меняют мнение. Девушки также знакомятся с застенчивой Эвелин Гарднер, не умеющей читать Ширли Бейкер, бывшей мисс Джорджия Эллен Сью. Они и ещё 9 девушек по результатам отбора входят в состав команды «Рокфордские Персики». Также сформированы команды «Красавицы из Расина», «Кометы Кеноши» и «Синие гетры из Саус-Бенда». Все девушки, отобранные в Лигу посещают школу хороших манер, кроме того, ими занимаются стилисты и парикмахеры.
Тренером «Персиков» становится Джимми Дуган (Том Хэнкс), знаменитый игрок, потерявший работу из-за злоупотребления алкоголем более пяти лет назад. Во время своего длительного запоя Джимми однажды устроил пожар, и чтобы спастись от огня, выпрыгнул в окно, повредив мениск в колене. Из-за этой травмы он не может вернуться в большой спорт, и не может быть призван в армию. Дуган не воспринимает назначение тренером женской команды всерьез и во время первых игр продолжает пить. Тренерскую работу берет на себя Дотти Хинсон. Джимми начинает заниматься командой только тогда, когда Дотти во время игры, по его мнению, отдает Марле неправильную команду.
С командой на игры ездит не только тренер, дама-наставница мисс Карберт, но и малолетний сын одной из игроков, Эвелин Гарднер, Стилуэл, непослушный мальчик, который постоянно пакостит команде.
Во время одной из поездок девушки с подачи Мэй Мордабито подсыпают мисс Карберт яд и сбегают вечером в бар «Пенистый Букет», где хорошо проводят время. Девушки дают Марле Хуч платье и слегка её поят, после чего Марла знакомится с мужчиной по имени Нельсон и вылезает на сцену петь. Через некоторое время Марла выходит за Нельсона замуж и покидает Лигу, обещая вернуться в следующем сезоне.
Лига не привлекает особого внимания зрителей. Левенштейн рассказывает Персикам, что владелец Лиги хочет закрыть проект, так как Лига не окупается. Девушки против закрытия Лиги, и соглашаются во время игры, на которой присутствует корреспондент журнала Life, показать все, на что они способны. Так, Дотти ловит мяч, сев на шпагат. Фотография этого момента появляется на обложке журнала. Во время следующих игр девушки показывают разные финты, и проводят рекламу игр, предлагая, например, зрителям поймать мяч и получить за это поцелуй от одной из участниц команды.
В результате этой рекламной кампании женская лига привлекает все больше и больше внимания, и игры проходят при полностью забитых стадионах. Однако Харви все равно не заинтересован в её сохранении, так как союзники уже очевидно выиграют войну, и домой вернутся мужчины-бейсболисты. Левенштейн уговаривает Харви передать лиге под его управление.
В то время, как Персики становятся лидирующей командой чемпионата, напряжение в отношениях Дотти и Кит нарастает. Кит считает, что сестра все время подавляет её, и не дает играть. Апогей наступает, когда во время игры Джимми замечает, что Кит устала, и не может бить в полную силу. Он спрашивает у Дотти, сможет ли Кит играть до конца. После колебаний Дотти отвечает, что Кит выдохлась, и доиграть в полную силу не сможет. Джимми проводит замену игрока. Кит устраивает истерику, и Джимми вынужден засунуть её под холодный душ. Вечером Кит устраивает скандал сестре, и Дотти заявляет Левенштейну, что она больше не может играть. Левенштейн обещает провести обмен игроков с другой командой, чтобы Дотти и Кит не играли больше вместе. Дотти думает, что она уйдет в другую команду, и конфликт будет улажен. Однако Левенштейн обменивает не Дотти, а Кит, переводя её в «Красавиц из Расина». Кит винит в этом Дотти.
Перед решающей игрой Мировой серии одна из игроков «Персиков» Бетти «Спагетти» Хорн узнает, что её муж погиб на войне. В тот же вечер Боб, муж Дотти, возвращается с войны, демобилизованным после ранения в Италии. На следующее утро Дотти собирается покинуть лигу, чтобы уехать домой вместе с мужем. Джимми говорит, что Дотти будет жалеть всю жизнь, если уедет.
Команда продолжает играть, и в финал Лиги выходят «Персики» и «Красавицы». К финальной игре в «Персики» возвращается Дотти. Она говорит Джимми, что доехала с Бобом только до Йеллоунстонского парка, но решила вернуться, чтобы закончить сезон. «Персики» ведут в счете почти до конца игры, но в конце Кит, подбегая к последней базе, сбивает с ног Дотти, уже поймавшую мяч. Дотти падает, мяч выкатывается у неё из руки. Из-за этого «Красавицы» выигрывают чемпионат. Кит добивается признания и любви поклонников. После игры Дотти мирится с Кит и уезжает с Бобом в Орегон растить детей. Кит становится одной из легенд женской Лиги.
В 1992 году все девушки снова встречаются, чтобы открыть зал славы бейсбола. Они делают фото первого состава «Рокфордских Персиков», хотя Джимми и Эвелин уже нет в живых.

## Роли исполнили
| Актёр           | Роль                      |
| --------------- | ------------------------- |
| Том Хэнкс       | Джимми Дуган              |
| Джина Дэвис     | Дотти Хинсон в молодости  |
| Лори Петти      | Кит Келлер                |
| Мадонна         | Мэй Мордабито             |
| Рози О’Доннелл  | Дорис Мёрфи               |
| Энн Рэмзи       | Хелен Хейли               |
| Трейси Рейнер   | Бетти "Спагетти" Хорн     |
| Меган Кэвэна    | Марла Хуч                 |
| Битти Шрэм      | Эвелин Гарднер            |
| Рени Коулмэн    | Элис "Скитер" Гасперс     |
| Энн Кьюсак      | Ширли Бейкер              |
| Джон Ловитц     | Эрни Кападино             |
| Гарри Маршалл   | Уолтер Харви              |
| Билл Пуллман    | Боб Хинсон                |
| Дэвид Стрэтэйрн | Айра Левенштейн           |
| Теа Леони       | девушка из команды Рейсин |
| Линн Картрайт   | Дотти Хинсон в старости   |

## Съёмки
- Фильм вышел в прокат 1 июля 1992 года и оказался одним из самых кассовых фильмов того года.
- Специально для фильма Мадонна написала песню This Used to Be My Playground.
- Все актрисы, кроме Джины Дэвис, сами выполняли свои трюки.
- В 2010 году всплыло на свет рукописное письмо Мадонны своему другу фотографу Стивену Майэелю, написанное со съёмок этого фильма. В нём певица жалуется на то, что глубоко несчастна на съёмках в Чикаго, обгорела, весь день проводит в грязи и вообще без макияжа. Она пишет, что Пенни Маршал — Лаверн, Джина Дэвис — кукла Барби, а «Бог явно обошёл Чикаго вниманием, когда распределял, где жить красивым парням». Так же она пишет, что подружилась только с некоторыми спортсменами, а не актрисами, так как «ненавидит актрис» за отсутствие оригинальности[2][3].
- Мадонна и Рози О’Доннел играют лучших подруг из Нью-Йорка, они действительно подружились на съёмках с подачи режиссёра. Рози признавалась, что как только Мадонна начинала капризничать, то режиссёр Пенни Маршал сразу просила её приструнить певицу — та сразу скромнела[4].
- О’Доннел играла в бейсбол лучше остальных участников группы, а Мадонна на начало съёмок не играла ни разу. Однако профессиональный тренер отметил «великолепный потенциал» певицы, много лет занимавшейся танцами. Режиссёр сначала постоянно кричала на неё, так как бейсбольные движения выглядели слишком изящно, больше походили на танцевальные па.
- Так как Мадонна была в прекрасной форме ещё до начала съёмок, Пенни Маршал даже попросила её уменьшить мускулатуру рук для сходства со спортсменками тех времён[5].
- Позиция, на которой играет Мэй Мордабито — центровая (center field/lead off) на поле, одна из самых важных в бейсболе. Поэтому она радуется, когда её расставляют именно туда. Когда команда обороняется (подающий этой команды «питчер» бросает мяч), то на роль центрального полевого игрока выпадает максимальная беговая нагрузка и руководство двумя игроками поля. Так как на эту позицию всегда берут самого скоростного атлета команды, умеющего брать мячи и просчитывать траектории, то во время игры в нападении Мэй тоже на первых ролях в качестве лучших бьющих-бегущих.
- Прозвище Мэй Мордабито в английском варианте звучит «all the way». Это с одной стороны говорит, что она успевает пробежать все базы за смену, с другой намекает на её неисправимую любвеобильную натуру. В российском переводе «Мэй, не робей» это не передано.
- После «Отчаянных поисков Сьюзен» (1985) это первая роль Мадонны, за которую её похвалили критики и зрители. По мнению автора биографии певицы Люси О’Брайен, это обусловлено тем, что оба режиссёра этих картин — женщины, которые искренне восхищались личностью Мадонны, показывали её сильные стороны: умение танцевать лучше Фреда Астера и Джинджер Роджерс вместе взятых, а также написание песни точно по теме фильма. Почти во всех остальных картинах режиссёров-мужчин её героинь насилуют, бьют, убивают и унижают герои-мужчины[6].